# ويلدستون
نادي ويلدستون (بالإنجليزية: .Wealdstone F.C)‏ هو نادي كرة قدم بريطاني أٌسس عام 1899. يلعب النادي في دوري إسثميان.